# Scoot Henderson
Sterling "Scoot" Henderson, född 3 februari 2004 i Marietta i Georgia, är en amerikansk professionell basketspelare (PG) som spelar för Portland Trail Blazers i National Basketball Association (NBA).
Han draftades av Portland Trail Blazers i första rundan i 2023 års draft som tredje spelare totalt.